# جون روبرت سميث
جون روبرت سميث (بالإنجليزية: Jon Robert Smith)‏ هو عازف ساكسفون أمريكي، ولد في 1946.